# Pornografía mormona
La pornografía mormona es un subgénero pornográfico que tiene como tema la religión mormona. Según la periodista Isha Aran, el Movimiento de los Santos de los Últimos Días considera que la pornografía mormona es una blasfemia, y que la mayoría de los directores e intérpretes de este subgénero son ex mormones. Precisamente, actrices pornográficas que fueron en el pasado mormonas han sido Brooke Hunter, Belladonna, Annette Haven o Addie Andrews.
La pornografía mormona típicamente muestra actos sexuales entre actores y/o actrices que representan a miembros de La Iglesia de Jesucristo de los Santos de los Últimos Días. Los ancianos mormones son descritos como dominantes sobre sus múltiples esposas, las que se someten obedientemente a los mandatos de su marido, tratando la participación en el acto como un deber sagrado. Los artistas intérpretes o ejecutantes pueden (inicialmente) vestirse con ropa interior mormona, y el escenario puede ser el interior de un templo. De acuerdo con las normas mormonas estereotipadas, el lenguaje profano está ausente.
Aran escribe que el género se originó en 2010 con el lanzamiento del sitio de pornografía gay MormonBoyz.com. El fundador del sitio web, Legrand Wolf, afirmó haberse graduado de la Universidad Brigham Young, donde consiguió su doctorado, y que se crio como mormón. El sitio MormonGirlz.com, lanzado en 2014 por la actriz y directora pornográfica Brooke Hunter, una ex mormona, presentaba relaciones heterosexuales y lesbianas entre personajes mormones.